# The M+M's Tour
El M + M's Tour (también conocido como el "House of Blues Tour") fue la sexta gira de conciertos de la artista estadounidense Britney Spears. Spears expresó interés de hacer una nueva gira a principios de febrero de 2006. Ella comenzó ensayando para un concierto en el House of Blues y en lugares secretos, sacó una actuación sorpresa el 25 de abril de 2007, en Los Ángeles en el club Forty Deuce. Después una marquesina con el nombre "The M + M" en el House of Blues en San Diego, California, apareció a finales de abril de 2007, medios de comunicación identifican el acto de Spears y las entradas del show se agotaron rápidamente. La gira comenzó en San Diego y fue la primera vez que Spears se presentó en vivo desde la gira The Onyx Hotel Tour en junio de 2004.
El espectáculo, que tuvo una duración de 12 a 16 minutos, contó con Spears acompañada de cuatro bailarinas que interpretaron números de baile coreografiados para cinco de sus éxitos pero en versiones acortadas, incluyendo «... Baby One More Time» y «Toxic». Los espectáculos recibieron opiniones mixtas de críticos y fanáticos. Algunos dijeron que Spears se veía feliz y en buena forma, mientras que otros consideraron que el espectáculo era deficiente. Los revendedores fuera del recinto de San Diego vendieron los boletos con un valor nominal de $35 a precios entre $200 y $500.

## Antecedentes y desarrollo
Los espectáculos de esta mini gira ocurrieron mientras Spears luchaba con varios problemas personales, estos incluyeron un matrimonio de dos días, un tormentoso matrimonio de dos años y un divorcio después de tener sus dos hijos, afeitarse la cabeza, entrar en rehabilitación por abuso de sustancias y varios encuentros con los paparazzi.
En una entrevista con People en febrero de 2006, Spears explicó que ella estaba ansiosa de reanudar su carrera, diciendo: "Esto puede sonar raro, pero extraño viajar. Echo de menos el camino, ver diferentes lugares y estar con los bailarines y la diversión. Esa sensación de estar en el escenario, sabiendo que es su mejor -... me encanta eso, necesitaba un descanso" el 26 de abril de 2007, Ivan Kane, dueño de los discoteca Angeles Forty Deuce, le dijo a E! La noticia de que Spears había sacado una actuación sorpresa en la sede la noche anterior. Kane dijo que durante el ensayo, estaba "buscando algo muy caliente, con cuatro bailarines y [ella] cantó tres canciones. Corrieron a través del escenario varias veces con diferentes objetos, la coreografía era smokin ', y sonaba muy bien." Marc Malkin de E! News dijo que Spears pensó que podría necesitar más tiempo para prepararse. También informó que se estaba planeando presentarse en los House of Blues en los Estados Unidos. Spears quería que los ensayos fueran en secreto, y ni siquiera informaba a los propietarios de los estudios de danza el motivo de la preparación.  A finales de abril de 2007, una cartel que decía "The M + M" se presentó en el House of Blues en San Diego. Varios sitios web de chismes y los medios de comunicación locales lo identificaron como una actuación de Spears, lo que llevó al espectáculo a venderse rápidamente. El 1 de mayo de 2007, un artículo de primera página en The San Diego Union-Tribune alimentó la especulación.  El mismo día, las puertas se abrieron a las 19:00 PST (03:00 UTC), y Spears subió al escenario 22:00 PST (06:00 UTC). Fue la primera vez que Spears estaba en el escenario desde su lesión en la rodilla en el Onyx Hotel Tour que se canceló en junio de 2004.

## Sinopsis del espectáculo
La presentación comenzaba con un interludio instrumental el cual variaba dependiendo del lugar, a continuación ella aparecía en el escenario con cuatro bailarinas y algunas sillas de escenografía y comenzaba a interpretar «...Baby One More Time» usando la silla como elemento de baile. A continuación se apagaban las luces y comenzaba la interpretación de «I'm a Slave 4 U», usando la coreografía original. Mientras Spears se cambiaba repentinamente empezaban con «Breathe on Me» llamando a un hombre del público el cual se sentaba en la silla para que después las bailarinas y Spears interpretaran la canción bailando seductivamente frente a él. Volvía a aparecer con un sujetador rosa, un abrigo de piel blanca y una falda de jean para llevar a cabo «Do Somethin'». El espectáculo concluía con «Toxic», que contó con Spears y sus bailarinas haciendo la coreografía original. Spears agradecía a la audiencia y dejaba el escenario. El espectáculo duraba aproximadamente 13 minutos.

## Recepción
Teri VanHorn de MTV, dijo que "con su nuevo cuerpo tonificado y su sonrisa radiante, parecía un poco una mujer que había salido de su cuarto de una crisis en la vida más fuerte que ayer". También dijo que Spears llevaba a cabo "una traviesa, de espíritu libre, actitud", como si "había invitado a 900 amigos a su fiesta de baile sucio poco, y demasiado malo para uno si no se pudo rodar con la diversión. SuChin Pak, también de MTV dijo que "no hubo una gran revelación", explicaba, "No era el tipo de programa que dice:".. ella está de vuelta ella va a salir con el mayor álbum de su carrera 'Tampoco se dice que ha perdido para siempre y nunca vamos a ver la vieja Britney de nuevo. Estos son todos los pasos de un bebé muy pequeño." Thomas K. Arnold de USA Today dijo que el espectáculo "resultó ser más que el ensayado regreso ", aunque "todos los entrenamientos después de la rehabilitación valen la pena el esfuerzo".  el 2 de mayo de 2007, los revendedores fuera de la House of Blues de San Diego estaban vendiendo los boletos con un valor nominal de $ 35 para los precios de entre $ 200 y $ 500.

## Repertorio
1. «...Baby One More Time»
2. «I'm a Slave 4 U»
3. «Breathe on Me»
4. «Do Somethin'»
5. «Toxic»

## Fechas
| Fechas             | Lugar             | Ciudad      | Acto de Apertura | Ganancias    |
| ------------------ | ----------------- | ----------- | ---------------- | ------------ |
| 1 de mayo de 2007  | House of Blues    | San Diego   |                  | US$1,336,896 |
| 2 de mayo de 2007  | House of Blues    | Anaheim     | Frankie J        | US$1,338,500 |
| 3 de mayo de 2007  | House of Blues    | Los Ángeles | Frankie J        | US$1,336,750 |
| 6 de mayo de 2007  | House of Blues    | Las Vegas   |                  | US$1,104,580 |
| 19 de mayo de 2007 | House of Blues    | Orlando     | -                |              |
| 20 de mayo de 2007 | Mansion Nightclub | Miami       | US$1,373,500     |              |